# FileMaker
FileMaker Pro - це кросплатформна реляційна база даних від FileMaker Inc., раніше Claris, дочірня компанія Apple Inc. Програма складається з бази даних, графічного інтерфейсу користувача (GUI), і функцій безпеки, які дозволяють користувачу змінювати базу даних просто перетягуючи нові елементи на макети, екрани чи форми. Поточна версія: FileMaker Pro 19, FileMaker Server 19, and FileMaker Go 19 for iPhone and iPad.
FileMaker спочатку розроблювалась для DOS, пізніше була переписана для роботи в першу чергу для Apple Macintosh реліз був в квітні 1985. Починаючи з 1992 програма стала доступна для Microsoft Windows та Mac OS, та може використовувасить кросплатформно. Серверна частина FileMaker деякий час існувала також для Linux, але підтримка Linux була зупинена з версією FileMaker 7, на теперішній час, серверна частина працює на Windows та OS X. Клієнтська версія для iOS пристроїв була випущена в липні 2010.

### FileMaker Cloud
У 2016 році було представлено FileMaker Cloud, включаючи сервер Linux (CentOS), який пропонувався виключно через Amazon Marketplace. У листопаді 2019 року FileMaker Cloud було повторно представлено як продукт software as a service, який пропонується безпосередньо від Claris для FileMaker Pro 18.0.3 за допомогою служби FileMaker Server Cloud 2.18 на серверах Amazon, але керується Claris, а не через Amazon Marketplace, і використання нової авторизації FileMaker ID.

### Linux та Docker
В жовтні 2020, Claris випустила Linux версію FileMaker Server, спочатку для CentOS (19.1) а потім Ubuntu (19.2). Сторонні hosting сервіси, fmcloud.fm, викорістовують цю версію для публікації FileMaker баз даних на Docker архітектурі.

### Історія версій
| Дата          | Версія                                                 | Коментарій |
| ------------- | ------------------------------------------------------ | --- |
| Квітень 1985  | FileMaker v1.0                                         | Випущено Forethought Inc. |
| 1986          | FileMaker Plus                                         | Випущено Forethought Inc. |
| Червень 1988  | FileMaker 4                                            | Випущено Nashoba Systems |
| Серпень 1988  | FileMaker II                                           | Перша версія випущена Claris Corporation |
| Жовтень 1990  | FileMaker Pro                                          | |
| Жовтень 1992  | FileMaker Pro 2                                        | Випущена Windows версія |
| Серпень 1993  | FileMaker Pro 2.1                                      | |
| Липень 1994   | FileMaker Pro Server 2                                 | |
| Грудень 1995  | FileMaker Pro 3                                        | Relational architecture, TCP/IP networking introduced |
| Січень 1996   | FileMaker Pro Server 3                                 | |
| Вересень 1997 | FileMaker Pro 4                                        | Представлена підтримка плагінів |
| Травень 1998  | FileMaker Pro 4 Developer Edition                      | Остання версія випущена Claris. Спрямована на експертів / професійного користувача FileMaker. |
| Червень 1999  | FileMaker Pro 4.1v2                                    | Перша версія, яка була випущена FileMaker, Inc. |
| Вересень 1999 | FileMaker Pro 5                                        | |
| Листопад 1999 | FileMaker Server 5                                     | |
| Квітень 2001  | FileMaker Pro 5.5                                      | Повна підтрімка Mac OS X |
| Вересень 2002 | FileMaker Pro 6*                                       | Остання версія яка підтримувала Mac OS 9 та 8 |
| Березень 2004 | FileMaker Pro 7                                        | Multiple tables/file architecture introduced; multiple windows; relationships graph; calc variables; Improved security with individual accounts and passwords introduced new file format .fp7; Mac version requires OS X. |
| Серпень 2005  | FileMaker Pro 8*                                       | Scriptable creation of PDF reports; script variables; tabs on layouts |
| Січень 2006   | FileMaker Mobile 8                                     | FileMaker Mobile line was discontinued |
| Липень 2006   | FileMaker Pro 8.5*                                     | Mac OS X Universal Binary support, embedded browser (Web Viewer), object names |
| Липень 2007   | FileMaker Pro/Server 9*                                | Native support for the SQL databases MS SQL Server, MySQL and Oracle. Conditional formatting |
| Січень 2009   | FileMaker Pro/Server 10*                               | Status area now horizontal; script triggering |
| Березень 2010 | FileMaker Pro/Server 11*                               | Charts, snapshot link, filtered portals, and recurring imports |
| Липень 2010   | FileMaker Go 1.0                                       | FileMaker for iOS (iPad, iPhone, iPod Touch) |
| Вересень 2010 | FileMaker Go 1.1                                       | PDF creation, photo support, import from FileMaker Pro |
| Квітень 2011  | FileMaker Go 1.2                                       | Printing, signature capture, charts, enhanced PDF creation |
| Вересень 2011 | FileMaker Pro/Advanced 11.0v4*                         | Lion compatibility, fully implemented by October 2011 |
| Квітень 2012  | FileMaker Pro/Advanced 12                              | Integrated themes (Pro/iOS); floating and modal windows; execute SQL; enhanced container field; improved charting |
| Квітень 2012  | FileMaker Server 12                                    | 64 bit, faster WAN, progressive backups, rewritten web publishing engine |
| Квітень 2012  | FileMaker Go 12                                        | iOS client is now free. Supports the .fmp12 file format. |
| Грудень 2013  | FileMaker Pro/Advanced 13                              | WebDirect and HTML5 features; better mobile app development; enhanced GUI design tools, themes and behaviors; more dynamic data refreshing, «Hide object when…» layout object option based on calculation, encryption at rest (EAR 256bit AES) data protection, new summary list feature, enhanced ExecuteSQL expressions, perform script on server script step, 256bit SSL client server connection |
| Грудень 2013  | FileMaker Go 13                                        | Free universal client for iPhones and iPads supports iOS 6 & iOS 7. Supports barcode scanning from camera. |
| Грудень 2013  | FileMaker Server 13                                    | FileMaker WebDirect, Perform Script On Server, Platform Security; new HTML5 Admin Console replaced need for Java |
| Травень 2015  | FileMaker Pro/Advanced 14                              | Script workspace, Button bar, Tooltips in layout mode, Launch Center |
| Травень 2015  | FileMaker Server 14                                    | Standby server, FileMaker Pro auto-reconnect, WebDirect support for Android |
| Травень 2015  | FileMaker Go 14                                        | Improved signature capture, iOS 8-style interface, Video/audio controls, Keyboard control, Rich editing |
| Травень 2016  | FileMaker Pro/Advanced 15                              | |
| Травень 2016  | FileMaker Server 15                                    | |
| Травень 2016  | FileMaker Go 15                                        | |
| Вересень 2016 | FileMaker Cloud 1.0                                    | FileMaker Server на платформі Amazon Web Services (AWS) операційна система - CentOS Linux |
| Травень 2017  | FileMaker Pro/Advanced 16                              | |
| Травень 2017  | FileMaker Server 16                                    | |
| Травень 2017  | FileMaker Go 16                                        | |
| Травень 2018  | FileMaker Pro Advanced 17                              | |
| Травень 2018  | FileMaker Server 17                                    | |
| Травень 2018  | FileMaker Go 17                                        | |
| Травень 2019  | FileMaker Pro Advanced 18                              | |
| Травень 2019  | FileMaker Server 18                                    | |
| Травень 2019  | FileMaker Go 18                                        | Відкриття конкретного додатку при запуску FileMaker Go, можливість додавання даних в існуючий PDF, поліпшена підтримка штрих-коду. |
| Травень 2020  | FileMaker Pro 19                                       | |
| Травень 2020  | FileMaker Server 19                                    | |
| Травень 2020  | FileMaker Go 19                                        | |
| Жовтень 2020  | FileMaker Server 19 для Linux, 19.1.2 stability update | First production release of FileMaker Server on standalone Linux since the short-lived v5.5 in 2001. The referenced Linux is CentOS Linux 7.8. Standalone Linux Server v19 can be hosted in the cloud and will replace FileMaker Cloud for AWS (formerly FileMaker Cloud 1.x) which goes End of Life on Jan. 1, 2022. Note that FileMaker Cloud is an entirely different product. FileMaker Server 19.1.2 replaces page-level locking and startup restoration features with a much more stable shared lock mechanism. |

Файли FileMaker є сумісними між Mac та Windows. Розширення файлів:
- .fm починаючи з FileMaker Pro 2.0
- .fp3 починаючи з FileMaker Pro 3.0
- .fp5 починаючи з FileMaker Pro 5.0 (включаючи 5, 5.5, 6.0)
- .fp7 починаючи з FileMaker Pro 7.0 (включаючи 7, 8, 8.5, 9, 10, 11 та FileMaker Go 1.0)
- .fmp12 починаючи з FileMaker Pro 12 (включаючи 12, 13, 14, 15, 16, 17, 18, 19)

## Скрипти (сценарії)
FileMaker Pro та FileMaker Pro Advanced включає систему скриптів та багато вбудованих функцій для автоматизації завдань, автоматичних обчислень. Numerous steps are available for navigation, conditional execution of script steps, editing records, and other utilities. FileMaker Pro Advanced provides a script debugger which allows the developer to set break points, monitor data values and step through script lines.